# Fragments (Torchwood)
Pour l’article homonyme, voir Fragment (homonymie).
Fragments est le douzième épisode de la deuxième saison de la série britannique Torchwood, et constitue une histoire en deux parties avec sa suite La Faille.

## Résumé
En mission dans un bâtiment désaffecté, le capitaine Jack Harkness, Owen Harper, Toshiko Sato et Ianto Jones se retrouvent dans un piège lorsque le bâtiment explose. Alors qu'ils sont dans les décombres, ils se remémorent les raisons pour lesquelles ils sont entrés à la cellule de Torchwood 3.

## Continuité
- Réapparition de la petite fille cartomancienne vue dans Le Gant de la résurrection.
- La mère de Toshiko apparaissait brièvement comme une illusion dans La Fin des temps.
- On revoit des monstres récurrents de la série, le Blowfish vu dans Le Retour de Jack, un Weevil et le ptérodactyle qui garde le quartier général.
- On entend à un moment Jack Harkness donner des ordres à une Suzie qui n'est jamais montrée. Il s'agit de Suzie Costello que l'on voit dans les épisodes Tout change et Ils tuent encore Suzie.
- Ianto parle de sa petite amie Lisa Hallet que l'on a vu dans l'épisode Femme cybernétique. Cela explique son empressement à vouloir rejoindre un centre de Torchwood.
- On s'aperçoit que le QG de Torchwood se trouvait déjà sous la place Roald Dahl vers la fin du XIXe siècle (1898[1] pour être plus précis.)
- On retrouve l'art de Ianto de faire le café.
- On revoit sur des photos d'archives de Torchwood le même costume que porte Jack lorsqu'il dirige une escouade de soldat de la 1re guerre mondiale dans l'épisode Petits mondes.
- Lors du flashback de Jack, on s'aperçoit que la bisexualité existait déjà au sein de Torchwood, et ce même à la fin du XIXe siècle. On trouve d'ailleurs sur la page de l'épisode du site de Torchwood le journal d'Alice, l'une des deux supérieure de Jack. On trouve aussi une lettre d'Alex Hopkins, le supérieur de Jack commandant le fameux van tagué TORCHWOOD qu'ils utilisent dans les épisodes.

### Continuité avec leWhoniverse
- Le modulateur sonique que construit Toshiko ressemble étrangement au Tournevis Sonique utilisé par le Docteur. Une utilisation proche de cet effet est d'ailleurs montré dans l'épisode Le Retour de Donna Noble.
- C'est d'ailleurs la première fois que le Docteur est explicitement nommé dans la série. Il est même rapporté que Jack raconte dans ses beuveries qu'il voudrait « l'embrasser puis le tuer » (« I’m gonna kiss him and then I’m gonna kill him. »)[2].
- On réentend parler de la bataille de Canary Wharf qui s'est déroulé dans l'épisode Adieu Rose et Ianto dit même que Jack y a sauvé quelques agents.
- Toshiko Sato se retrouve dans une prison sous la direction de UNIT.

### Incohérences
- Dans l'épisode Hors du temps Owen avoue n'avoir jamais été amoureux, or, on voit que 4 ans auparavant, il était sur le point de se marier.